# Skřivaň (zámek)
Skřivaň je zámek ve stejnojmenné vesnici u Pavlíkova v okrese Rakovník ve Středočeském kraji. Jeho předchůdcem byla tvrz ze čtrnáctého století, která sloužila jako vrchnostenské sídlo malého panství. Jeho majiteli bývali příslušníci nižší šlechty. K významnějším rodům mezi jejími držiteli patři Pětipeští z Chýš a Egerberka, Sekerkové ze Sedčic nebo Chotkové z Chotkova. Přestavbu tvrze na zámek inicioval František Renšpergár z Renšperka na přelomu šestnáctého a sedmnáctého století. Nejpozději od poloviny osmnáctého století zámek ztratil svou sídelní funkci a sloužil potřebám hospodářského dvora, v němž od roku 2008 hospodaří společnost Ekologická farma zámek Skřivaň. Areál zámku se sýpkou a chlévem je chráněn jako kulturní památka.

## Historie
Prvním vrchnostenským sídlem ve Skřivani bývala tvrz, kterou pravděpodobně založili bratři Kunešové, připomínaní roku 1355. První písemná zmínka o ní pochází z roku 1380, kdy byla vesnice rozdělena na dva díly. Jeden z nich tehdy vlastnil Hanek z Krakovce, který také vykonával podací právo ke kostelu svatého Štěpána, zatímco druhý díl s tvrzí patřil Bedřichovi ze Saběnic.
Bedřich ze Saběnic (též ze Skřivaně) zemřel okolo roku 1390 a zanechal nezletilé syny Petra a Alberta. Ještě roku 1398 za ně statek spravoval neznámý poručník. Na začátku patnáctého století na tvrzi sídlil vladyka Jan Čihák připomínaný naposledy roku 1415. Druhá část vsi patřila k Šanovu. Pozdějšími pány některého z dílů byl roku 1421 jakýsi Otík a o rok později vdova Kačka se syny a Petrem Loučkou, měšťanem v Rakovníku. Roku 1441 byl zmíněn Jan Čapek ze Skřivaně jako služebník pánů z Gutštejna.
Rozdělení vesnice přetrvávalo i na přelomu patnáctého a šestnáctého století, přičemž díl s tvrzí roku 1487 patřil rakovnickému měšťanovi Hynce Chodaurovi z Lokte, po němž ji krátce poté zdědili synové Ambrož a Jan (či Burian). Burian spojil oba díly vsi do jednoho panství a na tvrzi sídlil ještě v roce 1532. Podle Rudolfa Anděla po Burianovi následoval Zikmund Chmelický na Hořeticích, ale brzy poté vesnice patřila Jindřichovi Pětipeskému z Chýš a Egerberka. Roku 1545 od něj statek za 550 kop grošů koupil Bohuslav Sekerka ze Sedčic. Kromě vsi ke statku patřila tvrz s poplužním dvorem, louky, lesy a další vesnice. Bohuslavovi synové Jaroslav, Jindřich, Petr a Václav Sekerkové prodali Skřivaň s příslušenstvím nejspíše roku 1572 Janu Chotkovi z Chotkova za 800 kop grošů. Několik příslušníků jeho rodu bylo pohřbeno ve skřivaňském kostele. Jan zemřel 7. července 1591 a jeho svobodný syn Adam jej přežil jen o několik měsíců. Statek proto zdědil jeho bratr Václav Chotek a roku 1596 jej prodal za 850 kop míšeňských grošů Ferdinandu Renšpergárovi z Renšperka a Držkovic na Krašově.
Nový majitel nechal starou neudržovanou tvrz v letech 1596–1608 přestavět na renesanční zámek a zároveň opravit i vesnický kostel, do kterého pořídil nový oltář. Ferdinand z Renšperka zemřel asi roku 1614 a správu statku převzala vdova Markéta Renšpergárová z Fictumu a z Nového Šumburku. Jejich syn Jan Ferdinand Renšpergár se zúčastnil stavovského povstání v letech 1618–1620, ale dne 2. října 1623 byl zproštěn obvinění. Vesnice byla během třicetileté války vypálena, ale není jasné, zda stejný osud postihl i zámek. Jan Ferdinand se oženil s Annou Lidmilou z Bubna, která skřivaňský statek rozšířila o Všetaty, a sám ve Skřivani sídlil ještě roku 1652.
Jan Karel z Renšperka v roce 1690 prodal Skřivaň za 19 233 zlatých a dvacet krejcarů Františku Öfferalovi z Tully. Při prodeji bylo zmíněno rytířské sídlo ve Skřivani, ale není jasné, zda byl myšlen zámek. Ten neuvádí ani popisy panství z let 1714 a 1748. Kdy přestal být panským sídlem, není jasné. Na konci sedmnáctého století se rychle vystřídalo několik majitelů: František Ferdinand Údrčský z Údrče (1693), svobodný pán Jan Oldřich z Klebelsbergu (1694) a po něm zámek zdědil Jan Jiří z Klebelsbergu. Roku 1744 vesnici koupil svobodný pán František Leveneur z Grünwallu za 38 880 rýnských zlatých a o čtyři později za 40 500 rýnských zlatých kněžna Marie Anna z Fürstenbergu. Ta statek začlenila do křivoklátského panství, jehož součástí zůstal až do pozemkové reformy v roce 1921.
Samotný zámek byl v devatenáctém století upraven v klasicistním slohu a poslední větší úpravy proběhly v letech 1968–1969. Poté budova patřila místnímu národnímu výboru v Pavlíkově, který v ní provozoval mateřskou školu, kanceláře a jednotné zemědělské družstvo v něm mělo byty. Od roku 2008 areál dvora funguje jako ekologická farma.

## Stavební podoba

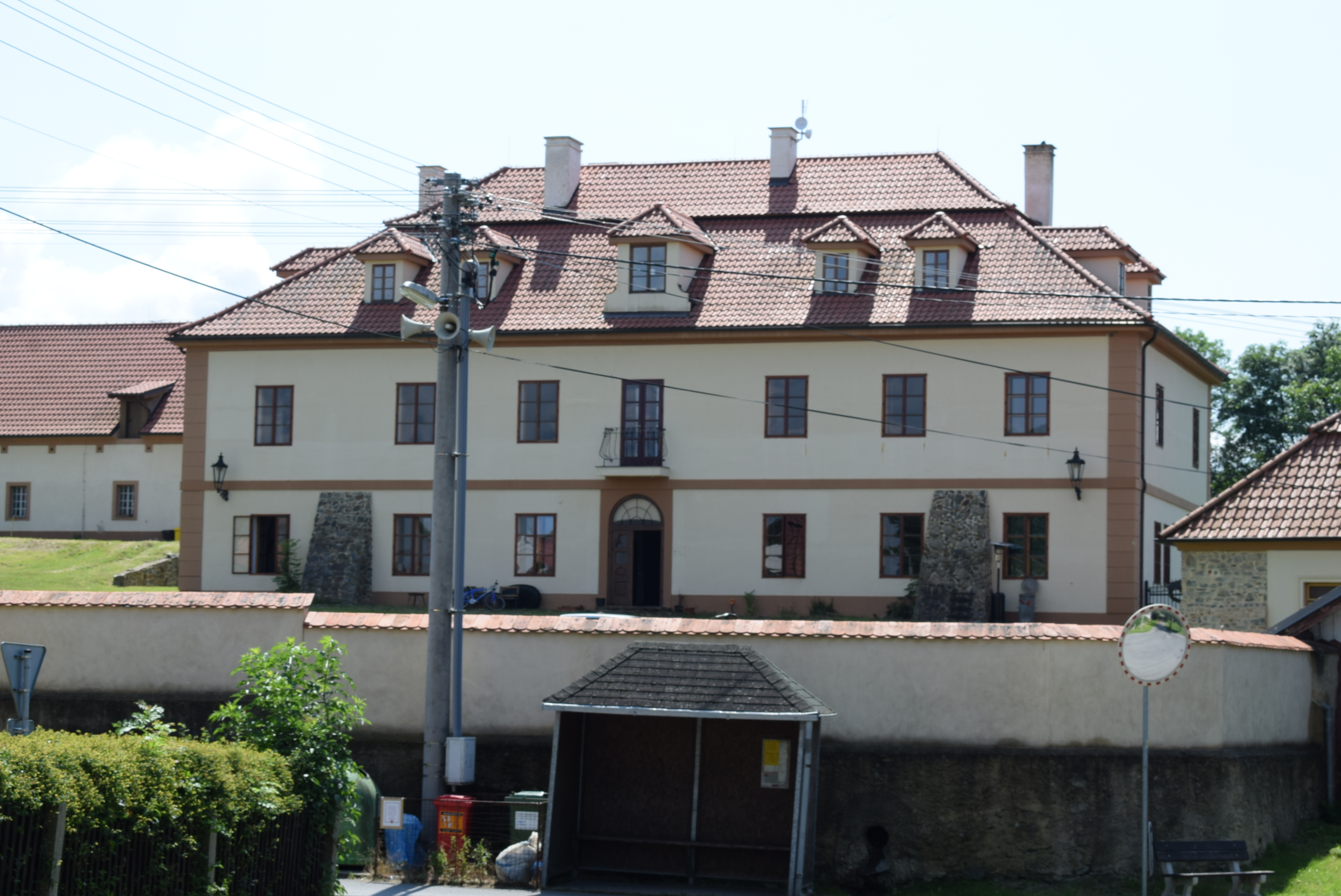
Zámecká budova

Zámek s torzem hospodářského dvora se nachází na návrší ve východní části vesnice. Do dvora se vjíždí pilířovou branou. Vlastní zámecká budova stojí v jižním nároží a v protějším severním rohu se nachází špýchar, který je pravděpodobně nejhodnotnější stavbou ve dvoře. Východní stranu dvora zaujímá rozměrná stodola, k níž přiléhá zřícenina malého chléva a kolny. Mladší velký chlév stojí podél jihovýchodní strany. Součástí dvora je také domek čp. 66, znehodnocený novodobými úpravami, který sloužil jako vrátnice nebo jako obydlí správce dvora či zahradníka. Na jižní straně areálu bývala zahrada. Původní ohradní zeď téměř zanikla. Kromě příslušných pozemků jsou památkově chráněny budova zámku, špýchar a chlév.
Zámecká budova je jednopatrová, má obdélný půdorys a v rozích ji podpírají opěrné pilíře. Místnosti v přízemí mají valené klenby, ale nad schodištěm se nachází dřevěný záklopový strop s podvlakem.